# Kasteel van Chazeu
Het Kasteel van Chazeu (Frans: Château de Chazeu) is een kasteel in de Franse gemeente Laizy. Het kasteel is een beschermd historisch monument sinds 1927.